# Hohen Luckow
Hohen Luckow is een plaats en voormalige gemeente in de Duitse deelstaat Mecklenburg-Voor-Pommeren en maakt deel uit van het Ortsteil Bölkow, in de gemeente Satow, in de Landkreis Rostock.
Het te midden van boerenland gelegen dorp is bekend om zijn oude landhuis Gut Hohen Luckow.
De Bundesautobahn 20 (Wismar–Rostock) is de belangrijkste verkeersweg, die door de gemeente  Satow loopt. Afrit 12 Kröpelin ligt 3 km ten zuiden van het dorp Satow. Tien kilometer verder oost-noordoostwaarts ligt afrit 13 Bad Doberan van deze Autobahn. Groß Bölkow, gemeente Satow, ligt slechts 2 km ten westen van deze afrit. Openbaar vervoer van en naar Hohen Luckow is te verwaarlozen.
De verbindingen tussen de dorpen in de gemeente Satow onderling zijn niet optimaal. Wie bijvoorbeeld van Satow naar Hohen Luckow wil rijden, wat hemelsbreed minder dan 5 kilometer in oostelijke richting is, moet per auto meer dan 5 km omrijden, wat de afstand tussen deze twee plaatsjes in de praktijk dus meer dan verdubbelt.
Een zeer grote melkveehouderij, met eigen zonnepanelenpark, staat achter het landhuis van Hohen Luckow. Dit grotendeels uit 1707 daterende landhuis huisvest een hotel-restaurant. Het fraaie park ervóór is vrij toegankelijk.

## Afbeeldingen

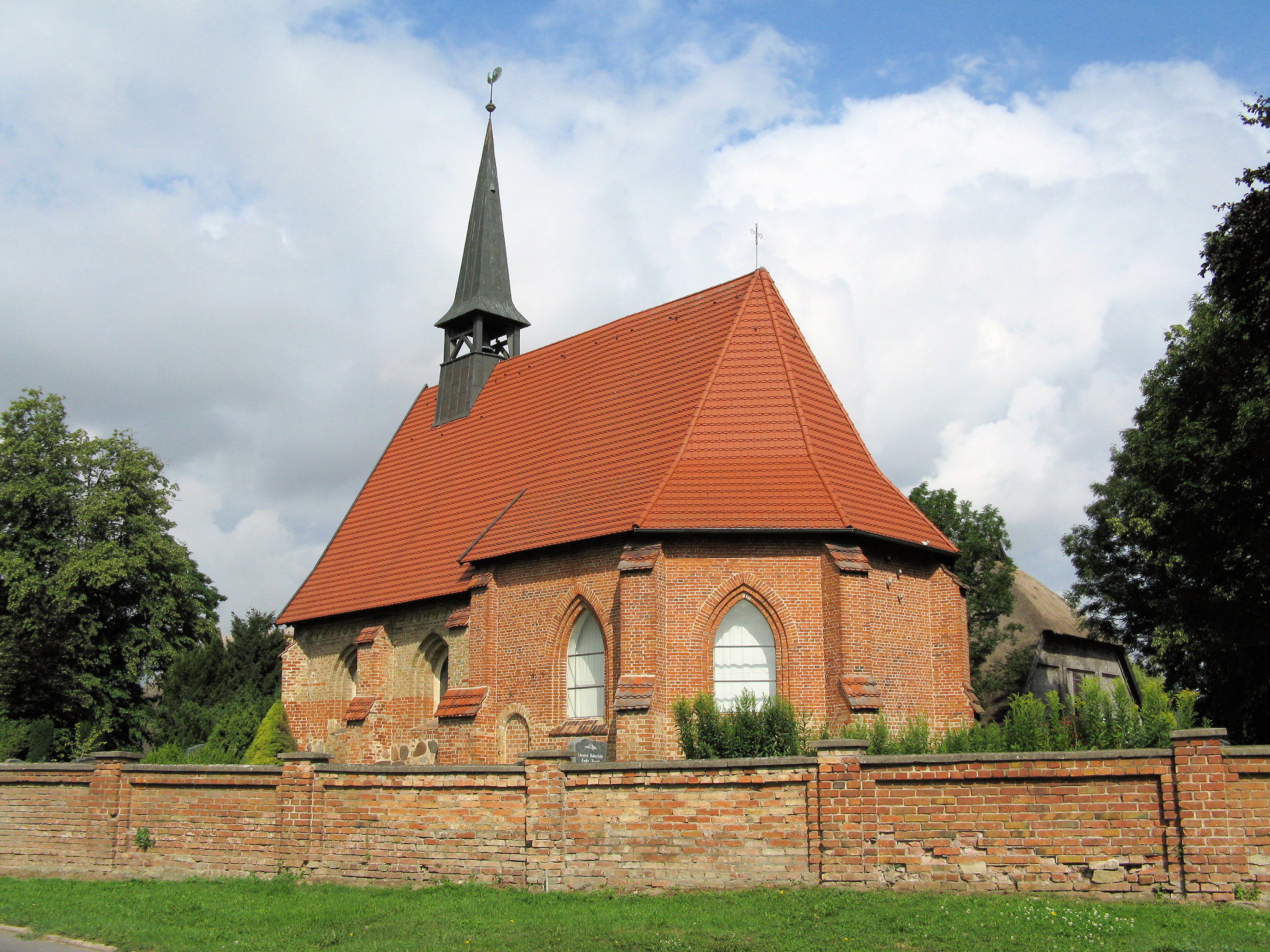
Dorpskerk te Hohen Luckow (ged. 14e eeuw; ged. na brand in 1934 herbouwd)
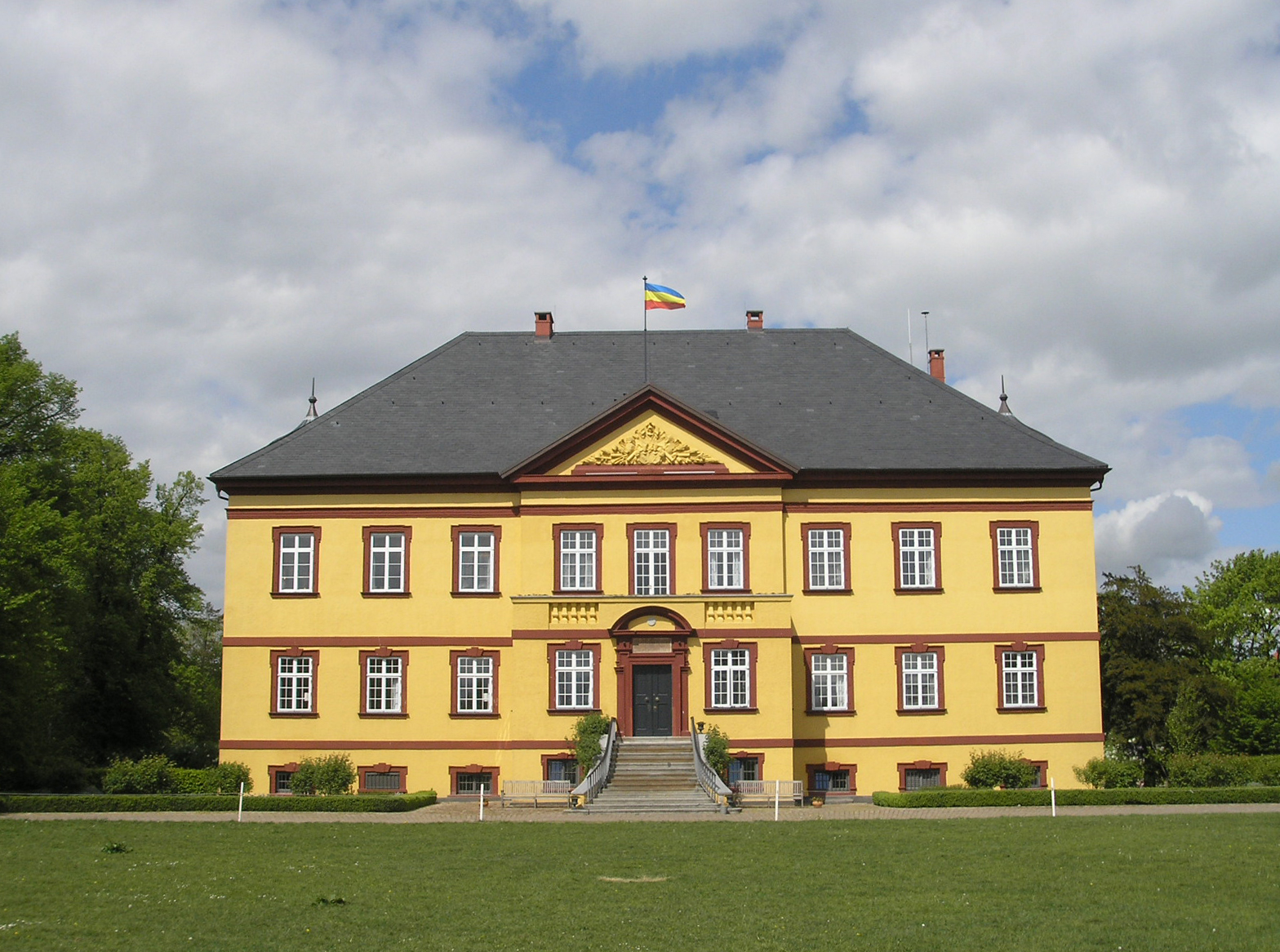
Landhuis Hohen Luckow
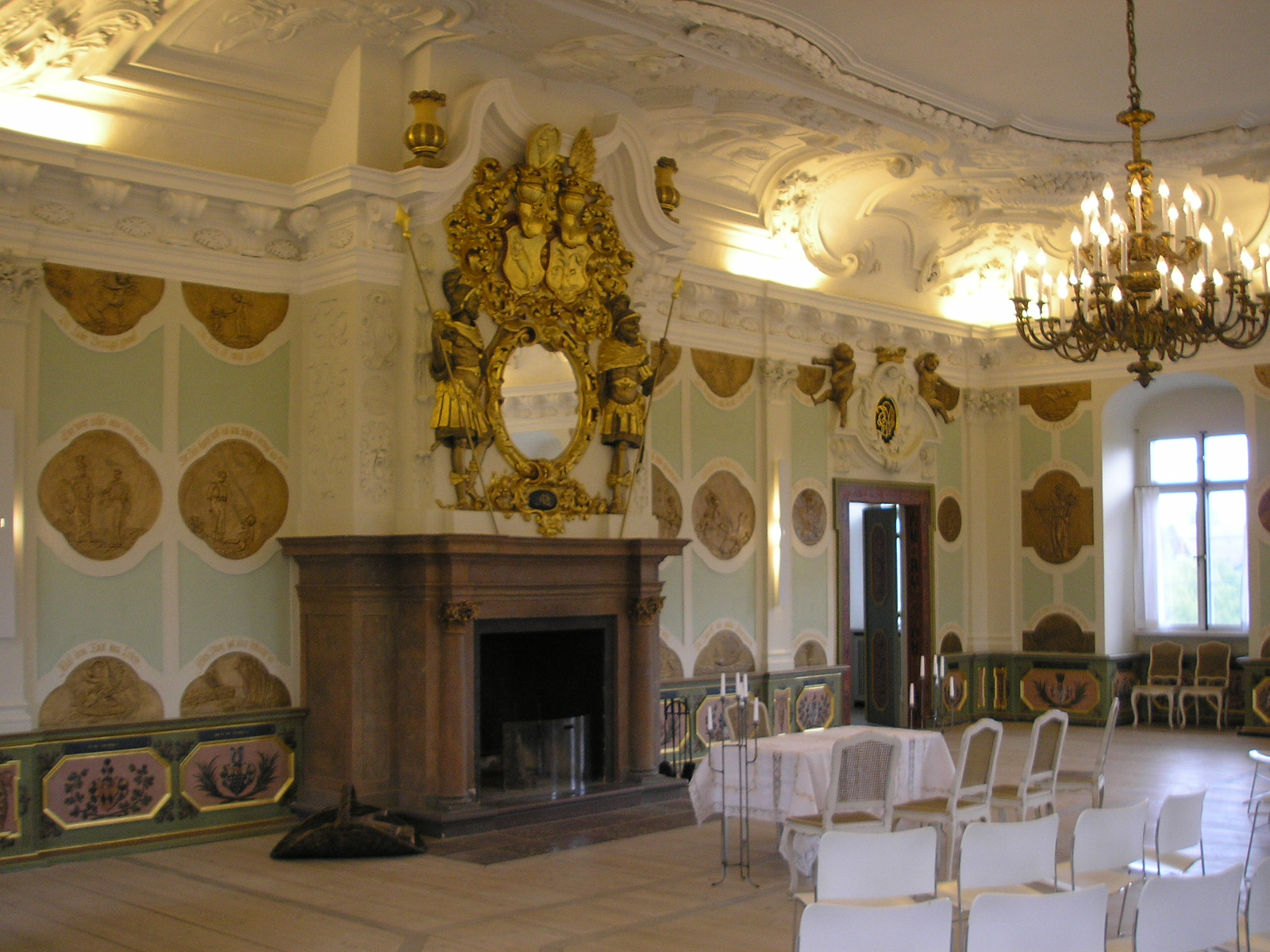
De ridderzaal in dit landhuis, foto uit 2006

## Trivia

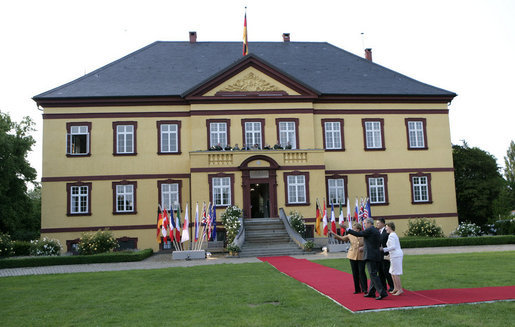
Gut Hohen Luckow 6 juni 2007. Voor o.a. bondskanselier Angela Merkel  en president George W. Bush jr. van de Verenigde Staten is de rode loper uitgelegd.

De exploitanten van het hotel in Gut Hohen Luckow kunnen er met trots op terugzien, dat bij de G8-topconferentie te Heiligendamm, 2007, op 6 juni 2007, verscheidene wereldleiders in de Ridderzaal van dit kasteel-hotel gedineerd hebben.